# マイク・レズニック
マイク・レズニック（Mike Resnick）ことマイケル・ダイアモンド・レズニック（Michael Diamond Resnick, 1942年3月5日 - 2020年1月9日）は、アメリカ合衆国のSF作家である。
シカゴ出身。1960年代から活動を開始。多作家で知られ、「作家職人」とも呼ばれた。また、SFファンダムにも長年参加している。ちなみに、娘のローラ・レズニックもSF作家である。
「オルドヴァイ渓谷七景」、「キリンヤガ」などでヒューゴー賞受賞。

## 作品テーマ
レズニックのSF作品には2つの顕著な傾向が見られる。第一は寓話と伝説を好む傾向である。彼の作品の多くは伝説のように読めるものになっていて、登場人物も並外れていて名前も華やかである("The Widowmaker"、"Lucifer Jones"、"The Forever Kid"、"Catastrophe Baker")。それらの冒険は伝説的色彩を帯びている。レズニックは歴史や伝説の形成にも興味を持っている。また、作中に自作の詩を挿入することもある。The Outpost（2001年）という作品ではこれらのテーマが扱われている。多角的な視点のストーリーと、ある詩人が話を誇張して伝える様が描かれている。レズニックのこの系統の作品は西部劇的な味わいもある。
レズニックの作品における他の主要なテーマはアフリカである。アフリカの歴史、アフリカの文化、植民地主義とその余波、伝統主義などを扱う。彼はしばしばアフリカを訪れており、その経験を元に執筆している。彼のSFのいくつかはアフリカの歴史と政治に関する寓意が込められている。他にも実際にアフリカを舞台にした作品やアフリカ人が登場する作品がある。

## The Birthright Universe
レズニックのSF作品の多くは、共通する未来史を舞台としている。この未来史が描く範囲は比較的近い未来から数万年先の遠未来である。最初の時代が《共和制》、続いて《民主制》、《寡頭制》、《独裁制》、最後の時代が《無政府制》と呼ばれている。
この世界観は、その全時代を描いた作品Birthrght: The Book of Man （1982年、未訳）にちなんでThe Birthright Universeと称される。

## 作品リスト（日本語訳された物のみ）
- 『ソウルイーターを追え』 The Soul Eater （1981年）※
- 『暗殺者の惑星』 Walpurgis III （1982年）※
- 『サンティアゴ －はるかなる未来の叙事詩』 Santiago （1986年）※
- 『一角獣をさがせ！』 Stalking the Unicorn!: A Fable of Tonight （1987年）：ファンタジー
- 『アイヴォリー －ある象牙の物語』 Ivory （1988年）※
- 『パラダイス －楽園と呼ばれた星』 Paradise - A Chronicle of a Distant World （1989年）※
- 『休戦地帯』 （1989年）：オムニバス
- 『キリンヤガ』 Kirinyaga （1998年）：オムニバス
  - 「もうしぶんのない朝を、ジャッカルとともに」 One Perfect Morning, with Jackals （1991年）
  - 「キリンヤガ」 Kirinyaga （1988年）：ヒューゴー賞受賞
  - 「空にふれた少女」 For I Have Touched the Sky （1989年）
  - 「ブワナ」 Bwana （1990年）
  - 「マナモウキ」 The Manamouki （1990年）：ヒューゴー賞受賞
  - 「ドライ・リバーの歌」 Song of a Dry River （1992年）
  - 「ロートスと槍」 The Lotus and the Spear （1992年）
  - 「ささやかな知識」 A Little Knowledge （1994年）
  - 「古き神々の死すとき」 When the Old Gods Die （1995年）：ローカス賞受賞
  - 「ノドの地」 The Land of Nod （1996年）
- 『スターシップ―反乱』 Starship: Mutiny （2005年）※
- 『スターシップ―海賊』 Starship: Pirate （2006年）※

（※印はThe Birthright Universe。）